# Júlia Feldens
Juliana Garcia Feldens (Lajeado, 5 de maio de 1978), mais conhecida pelo nome artístico Júlia Feldens, é uma atriz brasileira.

## Biografia
Júlia deixou a cidade de Lajeado, no interior do Rio Grande do Sul, aos 18 anos. Trancou o primeiro ano da faculdade de psicologia, que cursava em Santa Cruz do Sul, para fazer uma oficina com o diretor Gerald Thomas. Logo, o diretor a chamou para fazer a peça Os Reis do Iê-iê-iê, em Curitiba. Após subir ao palco pela primeira vez, Júlia constatou que era aquilo que queria fazer.
Apesar de ter mudado para o Rio de Janeiro, em 1997, foi de São Paulo que surgiu o convite mais do que improvável: interpretar Ofélia, na peça Hamlet, uma produção de Marco Ricca dirigida por Ulisses Cruz. Ofélia é uma das personagens femininas mais importantes da obra de William Shakespeare, ao lado de Julieta e Lady Macbeth.
A porta de entrada para a Globo foi aberta por Ulisses Cruz, que a chamou para "bater texto" com atores da emissora. Na época, Júlia cursava há quatro meses as aulas do diretor Antunes Filho, em São Paulo, e já havia ficado quase um ano em cartaz com Hamlet. A experiência com a obra de Shakespeare a credenciou para ensaiar com alguns atores cotados para Suave Veneno, novela escrita por Aguinaldo Silva a partir de Rei Lear, do dramaturgo inglês. Só alguns meses depois é que Júlia foi convidada para fazer o teste para Força de um Desejo. Na verdade, a atriz se preparou para viver a escrava branca Olívia, que acabou nas mãos de Cláudia Abreu. Júlia acabou ficando com o papel de Juliana, e comemorou, pois acreditava não estar pronta para um papel tão desafiador quanto o de Olívia. Juliana era um papel mais leve e tranquilo, e poderia ser um bom começo para a jovem atriz, que estreava na TV.
Um dos motivos do entusiasmo de Júlia com o papel da romântica Juliana foi contracenar com Selton Mello. O ator, que viveu o personagem Abelardo, noivo de Juliana na novela, era apontado pela atriz como um dos mais talentosos da nova geração. Outra causa foi o fato de "Força de Um Desejo" ser escrita por Gilberto Braga e dirigida por Mauro Mendonça Filho, o que fez a atriz abandonar o curso com Antunes Filho. A telenovela revelou o talento de Júlia, que conseguiu passar uma doçura e um romantismo impressionantes, conquistando para si a simpatia do público.
Em 2000 participou da novela Laços de Família, interpretando o papel que se tornou o seu maior destaque na TV: uma menina rebelde e desbocada, Ciça, sendo esta personagem exatamente o oposto da doce jovem que havia interpretado anteriormente em Força de um desejo. Em 2001 protagonizou o Brava Gente no caso especial O Comprador de Fazendas, uma adaptação do texto de Monteiro Lobato. Depois participou da novela Coração de Estudante (2002), como a sonhadora Rafaela. Seu último trabalho na TV ocorreu na minissérie Um Só Coração (2004).
Após o final da minissérie Um Só Coração, Júlia Feldens resolveu se afastar da vida artística. Casou, teve dois filhos, e voltou a estudar. Manteve-se afastada da vida artística até 2012. Formou-se em Letras, e estuda Artes na Pontifícia Universidade Católica de São Paulo (PUC-SP). Atualmente,  dedica-se ao projeto Casa Líquida.

## Filmografia

### Televisão
| Ano  | Título               | Personagem                   | Notas                               |
| ---- | -------------------- | ---------------------------- | ----------------------------------- |
| 1999 | Força de um Desejo   | Juliana Xavier               |                                     |
| 2000 | Laços de Família     | Maria Cecília Soriano (Ciça) |                                     |
| 2001 | Brava Gente          | Zilda                        | Episódio: "O Comprador de Fazendas" |
| 2002 | Coração de Estudante | Rafaela Tavares (Rafa)       |                                     |
| 2003 | Sabor da Paixão      | Bibi                         | Participação                        |
| 2004 | Um Só Coração        | Maria Laura Sousa Borba      |                                     |
| 2020 | Boca a Boca          | Theresa Lima Alves           |                                     |

### Cinema
| Ano  | Título              | Personagem       | Notas          |
| ---- | ------------------- | ---------------- | -------------- |
| 1994 | Barra Pesada        | —                | Curta-metragem |
| 1998 | Oi Laura, Oi Luís   | —                | Curta-metragem |
| 2002 | Ofusca              | Mulher do trisal | Curta-metragem |
| 2003 | Cristina Quer Casar | Janete           |                |
| 2009 | Em Teu Nome         | Dinha            |                |
| 2012 | Cara ou Coroa       | Mara             |                |

### Teatro
| Ano  | Título                                | Personagem | Notas |
| ---- | ------------------------------------- | ---------- | ----- |
| 1997 | "Os Reis do Iê-iê-iê"                 |            |       |
| 1999 | "Hamlet"                              | Ofélia     |       |
| 2012 | "Kollwitzstrasse 52"                  |            |       |
| 2016 | "Fica tranquila... te conto na terça" |            |       |

## Prêmios
Em 2001, recebeu o Troféu APCA como melhor revelação feminina por Laços de Família.